# کتشوپرونی
کِتشوپرونی (به مجاری:  Kétsoprony) یک منطقهٔ مسکونی در مجارستان است که در ناحیه بِکِش‌چابا واقع شده‌است. کتشوپرونی ۵۱٫۲۴ کیلومتر مربع مساحت و ۱٬۳۴۸ نفر جمعیت دارد.